# Алакакет (Аљаска)
Алакакет (Аљаска) (енгл. Allakaket) град је у америчкој савезној држави Аљаска.

## Демографија
По попису из 2010. године број становника је 105, што је 8 (8,2%) становника више него 2000. године.
| Група             | 2000.    | 2010.    |
| Белци             | 4 (4,1%) | 1 (1,0%) |
| Афроамериканци    | 0 (0,0%) | 0 (0,0%) |
| Азијати           | 0 (0,0%) | 0 (0,0%) |
| Хиспаноамериканци | 0 (0,0%) | 0 (0,0%) |
| Укупно            | 97       | 105      |